# 贝尔波战役
贝尔波战役（英语：Battle of Bear Paw），又可叫作贝尔斯波战役（Battle of the Bears Paw）或贝尔斯波群山战役（Battle of the Bears Paw Mountains），也可称为熊爪战役或熊爪群山战役等。它是内兹珀斯战争中的最后一次交战。一些内兹珀斯人得以逃到了加拿大，但是山雷酋长（也称“约瑟夫酋长”）被迫带领他大多数的追随者们向奥利弗·奥·霍华德将军和纳尔逊·阿·迈尔斯上校投降了。这片战场在今天是内兹珀斯国家历史公园和内兹珀斯国家历史道路的一部分。

## 背景

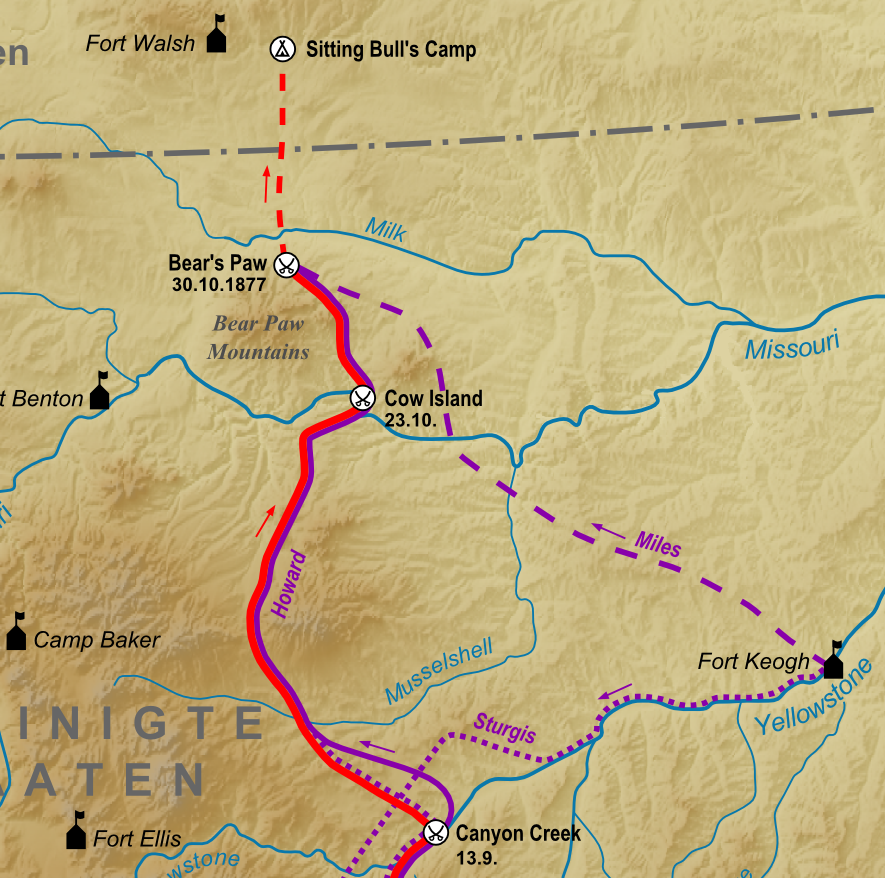
从坎宁溪战役到贝尔波战役，内兹珀斯人、霍华德将军，及迈尔斯上校在蒙大拿的路线。坐牛在加拿大的营地的位置也被显示在其中。

在1877年6月，内兹珀斯人的一些群体抗拒从他们传统的土地迁到爱达荷中西部的一处保留区去。他们企图向东逃走，经过爱达荷、蒙大拿及怀俄明，穿越落基山脉而到大平原。内兹珀斯人带着错误的见解开始了他们的旅程。他们认为在穿越了下一道山脉，或者击败了派来阻碍他们的最新的军队之后，他们就会找到一个和平的新家。不过，他们意识到了他们唯一可得的避难所是在加拿大萨斯喀彻温，那里有着坐牛领导的拉科塔人。在经过了黄石国家公园之后，他们向北挺进，通过蒙大拿前往加拿大。
到了9月下旬，内兹珀斯人人数已不到800人，其中包括200名勇士。此时他们已旅行了上千英里并打了若干场战役。在这些战役中，他们击败或拖延了追击他们的美军部队。这些战役中的最近的一场，是在9月13日。在今天的蒙大拿比灵斯附近的坎宁溪战役中，内兹珀斯人巧妙地避开了塞缪尔·戴·斯特吉斯上校的捕获他们的企图。不过，斯特吉斯的克罗人和班诺克人侦察兵们捕获到了内兹珀斯人的大约400匹马，这减慢了他们前往加拿大边界的行程。
这场战役之后，霍华德将军偶遇到了斯特吉斯，之后他随着内兹珀斯人的踪迹向北，继续进行追击。
在9月12日，霍华德就发信息给了驻扎在基欧堡（当时叫作“汤河营地”，Tongue River Encampment）的纳尔逊·阿·迈尔斯上校，向其求援。在9月17日，迈尔斯收到了信息并答复说他会带着他的士兵往北斜向移动，以试图截击内兹珀斯人并防止他们两位军官都担心的事情发生：内兹珀斯人与坐牛的拉科塔人联盟。迈尔斯需要时间去到达内兹珀斯人与加拿大边界之间的位置。为了让他有这样的时间，霍华德放慢了他的追击。内兹珀斯人已被他们的长时间的苦难弄得筋疲力尽。他们相信他们和霍华德的军队之间保持着一段安全的距离，因此他们也放慢了他们的逃亡。他们并不知道迈尔斯正在接近他们。
内兹珀斯人从坎宁溪向北行进，在如今的蒙大拿刘易斯敦附近经过了朱迪丝盆地（Judith Basin）。这一路上，他们为了获得马匹和食物而突袭了若干座大牧场。而根据报道，他们还杀死了一名牧羊人。
内兹珀斯人的逃亡在大部分美国公众中已激起了同情，并且甚至在美军中也有同情。在坎宁溪之战之后，一名陆军外科医生这样说内兹珀斯人：“我真地开始钦佩他们面对如此多装备精良的敌人所展现的英勇和耐久力了。”尽管美国陆军指挥官威廉·特库姆塞·谢尔曼和菲利普·谢里丹在发言上对内兹珀斯人表示赞同，然而他们两个还是决意去严惩内兹珀斯人，以使其他的可能考虑造反反抗美国统治的印第安人泄气。

## 考岛登陆
在9月23日，内兹珀斯人在考岛登陆处附近渡过了密苏里河。在一年的晚些时候，当密苏里河水位下降而汽船无法逆着河水行驶到蒙大拿本顿堡时，驶往位于本顿堡那里的密苏里河航线上端的汽船们就会在这里卸货。一支由一名中士率领的约有十二名士兵的小分遣队正驻扎在这个登陆处，以保护那些逐步堆积起来的货物，直到它们能被货车队列运输到本顿堡去。
在内兹珀斯人接近了之后，这些在数量上处于劣势的士兵们以及两名平民便立即撤退到了他们的营地。他们的营地四周建有较低的土堤，用来保护它不受雨水侵害。内兹珀斯人的主体在和士兵营地有些距离的地方渡过了河水。渡河之后，他们逆考溪而上，行进了两英里并扎营。一支小型代表团和平地接近了这支小型士兵分遣队，并索要了一些储备的食物。内兹珀斯人只被给了半片熏猪肉和一些硬面包便被打发走了。在那之后，他们便等到了天黑，然后从俯瞰着士兵营地的悬崖上用步枪对他们射击，压制住了他们。士兵们的储备的补给品与他们的营地有一些距离。在夜色的掩护之下，内兹珀斯人洗劫了那些补给品并在此过程中点燃了那些补给品。在时有时无的枪火中，两名平民受伤了。
次日早晨，内兹珀斯人逆考溪而上离开了。他们距离加拿大边界只有90英里（140）了。士兵们得以顺流而下，将消息告知了迈尔斯上校，告诉了他内兹珀斯人的位置。
从登陆处起，内兹珀斯人在考溪旁逆流而上，继续前进。在此过程中他们遇到了一支带着更多补给品的货车队列。他们同样也掠夺并焚烧了它。他们还阻挡住了吉多·艾格尔斯（Guido Igles）少校率领的50名士兵和平民志愿兵对他们的追击行动。内兹珀斯人在考溪一带活动期间杀死了5人，并偷走或摧毁了至少85吨军用补给。尽管他们得到了丰富的补给品，然而他们已经输了一天的行程，并且那一天“也许就意味着成功和惨败之间的不同”。

## 领导权危机
在内兹珀斯人的长途的且战且退中，他们从未有过一个统一的领导权。玻璃镜是最重要的军事领袖和战略家，而山雷酋长似乎主管的是营地管理。在行进期间，一名叫作扑克乔或精瘦马鹿（Lean Elk）的说英语的法国人-内兹珀斯人混血儿作为向导和口译员而变得显著。对于美军对追击和击败内兹珀斯人的决定和决心，扑克乔也许比其他首领们认识得更清楚。
在坎宁溪之战之后，由于霍华德将军的军队被远远甩在内兹珀斯人后面，因此玻璃镜主张放慢脚步，来给走累了的人和马一个休息的机会。扑克乔持相反的看法并为此争论。在9月24日的会议中，首领们的意见不一到了非解决不可的地步。据报道，扑克乔对玻璃镜让步了。他说：“玻璃镜，你能指挥。我在试图拯救人民，尽我所能在士兵找到我们之前穿行到加拿大。你可以取得指挥权，但是我认为我们将被捉住并被杀死。”玻璃镜获胜了，取得了行进的指挥权，而内兹珀斯人在接下来的四天里缓慢地向加拿大移动。他们留心注意着南边的霍华德及其士兵们，但却不知道迈尔斯正从东南方飞快地向他们而来。

## 迈尔斯追上内兹珀斯人
迈尔斯上校在9月18日带着一支由520名士兵以及雇用的平民和侦察兵们组成的军队离开了基欧堡。这些侦察兵中包括30名印第安人侦察兵，他们大多数是夏延人，但也有一些拉科塔人。就在15个月前，这些印第安人侦察兵中的一些人还曾在小大角羊战役中与卡斯特对抗过，但是他们在随后向迈尔斯投降了。
迈尔斯渴望参与追击内兹珀斯人。他迅速地向西北行进。他希望在密苏里河以南找到内兹珀斯人。他的第一个目的地是马瑟尔谢尔河（“河蚌壳河”）河口，并且从那里起，他计划向北移动，到密苏里河的南岸去。在密苏里河，侦察者卢瑟·“黄石”·凯利加入了迈尔斯。在9月25日，迈尔斯收到了一份急件。这份急件告知了他考溪的战斗，以及内兹珀斯人已经渡过了密苏里河，正向北而去。他更改了他的计划，渡过了密苏里河，并经过小落基山脉的东侧，向着贝尔波群山的北侧前进。迈尔斯相信内兹珀斯人就在他西边仅仅几英里处。他尽其所能来保证他的存在不被他们知晓。
在9月29日，降雪量达到了几英寸。那一天，迈尔斯的夏延侦察兵发现了内兹珀斯人的踪迹，并且一些士兵和平民侦察者们还与内兹珀斯勇士们进行了一场小规模战斗。次日早晨，夏延人在贝尔波群山以北的斯内克溪（Snake Creek，“蛇溪”）畔找到了内兹珀斯人的营地。迈尔斯的士兵向它前进。
同一天，侦察者们向内兹珀斯人首领们报告了他们东边有许多人存在。他们的大多数首领都希望继续快速地向加拿大而去，但是玻璃镜却说服了众人。他说，看见的那些人，一定是别的印第安人。据所知，阿西尼博因人和格罗斯文特人正在这一带狩猎。结果，内兹珀斯人又进入了他们在斯内克溪畔的营地之中。这个地方距离加拿大只有42英里（70公里）。到了第二天9月30日早晨，他们才慢慢地准备继续他们的旅程。

## 战役

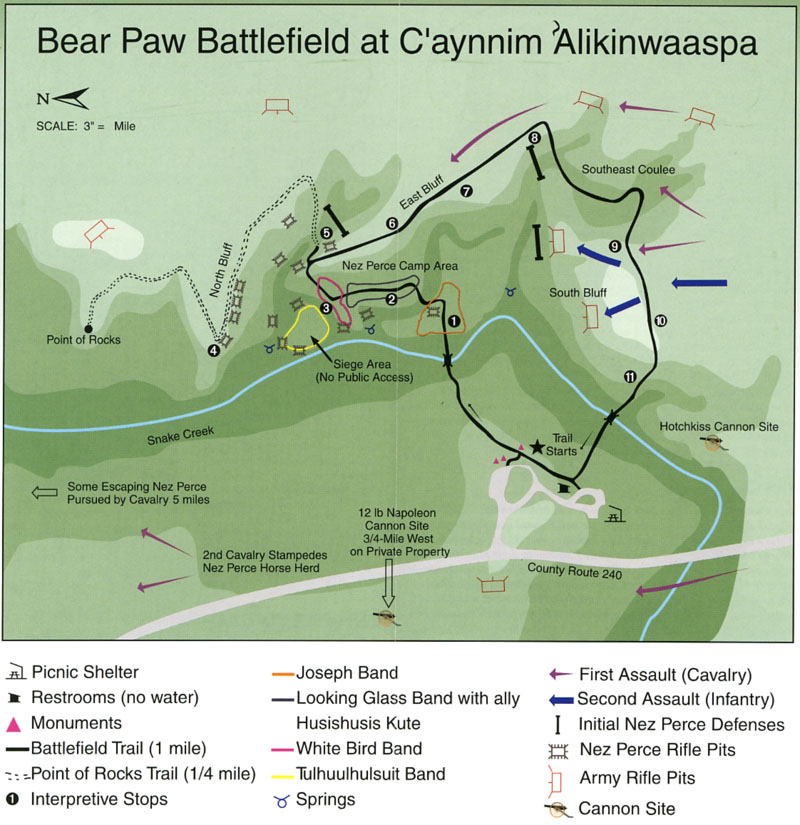
内兹珀斯国家历史公园的一部分，贝尔波战场的地图

迈尔斯匆忙去攻击内兹珀斯人营地，因为他害怕这些印第安人会逃走。在上午9点15分，当他距离营地还有大约六英里时，他便部署他的骑兵骑马小跑，并如下组织：30名夏延与拉科塔侦察兵带路，跟随他们的是由大约160名士兵组成的第2骑兵大队。第2骑兵大队被命令冲进内兹珀斯人营地。由110名士兵组成的第7骑兵大队作为支援者跟随第2骑兵大队，并跟随他们冲进营地。由大约145名士兵组成的第5步兵大队（骑马的）作为后备队跟随。他们带着一挺霍奇基斯枪和驮队。迈尔斯与第7骑兵大队一起骑行。
迈尔斯遵循的是一套美军在与平原印第安人们战斗时用过的且适用的战术：突然攻击一座村庄，“让所有的营地居住者——男、女、老、幼——震惊且混乱，并且要在他们能做出有效的回应来进行反击之前”。不过，几分钟前，内兹珀斯人被侦察者们预先警告了士兵们的接近。他们是分散的。一些人在营地以西聚集马群，其他人则在收拾东西，准备离开。一些男人迅速集结以保护营地，而50到60名勇士及许多妇女和儿童冲出了这座村庄以企图向北逃跑到加拿大。
迈尔斯的计划很快失败了。夏延侦察兵们没去攻击营地，而是转向左边朝着马群而去了，而第2骑兵大队在乔治·L·泰勒（George L. Tyler）上尉的指挥下，跟随了他们。夏延人与泰勒捕获了内兹珀斯人马群的大多数马匹，并将村庄中的约七十名男人加上妇女儿童们隔绝了起来。山雷酋长也在其中。山雷告诉他的14岁大的女儿去抓一匹马并加入其他人，一起逃往加拿大。手无寸铁的山雷之后骑上一匹马，穿过了一圈的士兵，返回到了营地。一些子弹削开了他的衣着并打伤了他的马。
泰勒绕道去了马群，这使得他被排除在了进攻士兵的先锋之外，也被排除在了主要的战斗之外。他派遣了一支连队去追逐正往加拿大而去的那些内兹珀斯人。这支连队将内兹珀斯人追击了大约五英里远，之后随着内兹珀斯人组织了一次反击而撤退了。当妇女儿童们安全地处在了士兵们的可及范围外时，一些内兹珀斯勇士又回来加入了他们的主力部队。
当夏延人、泰勒，以及第2骑兵大队在追逐马匹时，第7骑兵大队在欧文·黑尔（Owen Hale）上尉的率领下遵照迈尔斯的计划继续向村庄快速前进。在他们接近的时候，一群内兹珀斯人从一处深谷那里冒了出来并开了枪，造成了一些士兵伤亡。士兵们后撤。迈尔斯命令第7骑兵大队的三个连中的两个下马并迅速调上来了骑马的第5步兵大队来加入他们的射击队列。其间，K连与大部队被隔开了，并且也遭受了伤亡。到了下午3点，迈尔斯已将他的全军在战场上组织过了，并且他占领了较高的阵地。内兹珀斯人被围困住了，并且已经失去了他们所有的马匹。迈尔斯命令第7骑兵大队和步兵大队中的一个连向内兹珀斯人各阵地冲锋，但是这次冲锋被打了回来并且伤亡惨重。
在9月30日夜幕降临时，迈尔斯的总伤亡人数达到了18死、48伤，其中包括两名受伤的印第安侦察兵。第7骑兵大队的损失最重。他的110人遭受了16死、29伤，其中两人是致命伤。内兹珀斯人有22个男人死亡，其中包括三名首领：山雷的兄弟阿蛙、羚羊，以及扑克乔——扑克乔是被一名内兹珀斯狙击手杀死的。对方把他当成了一个夏延人。一些内兹珀斯妇女和儿童也被杀死了。
迈尔斯说这场战役：“在我曾参与过的所有印第安战斗中，这一战是最激烈的……整个内兹珀斯运动在印第安战事的历史中是无与伦比的。”

## 围困
寒冷的雪夜来临。在这期间，内兹珀斯人和士兵们都加固了他们的阵地。一些内兹珀斯人偷偷溜了出来，在双方战线之间从伤亡的士兵身上收集弹药。内兹珀斯人为妇女和儿童挖了又大又深的避弹坑，也为勇士们挖了这样的步兵射击掩体，将枪口对准了所有的通往他们营地的通道。每一边的通道都是一片大约250码（220米）长的方形区域。大约有100名勇士被布置到防御工事内。每名勇士都装备了三把枪，其中包括一把连发步枪。用一名士兵的话说：“向他们冲锋将会是疯狂之举。”
迈尔斯最大的担忧，也是内兹珀斯人最大的希望，就是坐牛可能会派拉科塔勇士们从加拿大南下来解救内兹珀斯人。次日早晨，士兵们以为一支支骑马的印第安人纵队正出现在了地平线上，结果他们见到的原来是野牛群。玻璃镜在围困的某一刻被杀死了。当时他认为他见到了一名正在接近的拉科塔人并将他的头从岩石后面冒了出来，来看个更加仔细，结果他立刻便被一名狙击兵的子弹击中身亡了。
可能是夏延侦察兵们开启了谈判。他们中的三人骑马进入了内兹珀斯人的防御工事并提议与迈尔斯正式会谈。在迈尔斯的同意下，山雷酋长和五名其他内兹珀斯人参与了谈判。这其中包括汤姆·希尔（Tom Hill），一名内兹珀斯人与特拉华人的混血儿。他充当了口译员。在停战期间，士兵们和勇士们收集了他们的死者的尸体。当谈判不成功之时，迈尔斯显然把山雷当作了俘虏。根据内兹珀斯勇士黄狼（Yellow Wolf）所说，“约瑟夫（山雷）被绑住了手脚”并被卷在了毯子里。不过，内兹珀斯人挫败了迈尔斯对停战协议的违反。就在停战期间，一名叫作洛弗尔·H·杰罗姆（Lovell H. Jerome）的年轻的少尉“自己犯傻”晃荡进了内兹珀斯人营地。内兹珀斯人便将杰罗姆当作了人质并在第二天，10月2日，用杰罗姆交换了山雷酋长。
在10月3日，士兵们再次开火。这次他们用上了12磅拿破仑炮。这门火炮对躲在坑里的内兹珀斯人几乎没造成伤害，然而当一枚炮弹击中了一个避弹坑时，还是有一名妇女和一名小女孩被杀死了。在10月4日晚上，霍华德将军带着一支护卫队抵达了战场。霍华德大方地允许了迈尔斯保持对围困的战术控制。
与此同时，内兹珀斯人正对投降看法不一。山雷显然偏于赞成投降，而另一名幸存的首领，白鸟（White Bird），则反对投降并支持突破美军的阵线，朝加拿大猛冲而去。山雷之后说：“如果我们丢下我们受伤的和年老的女人和儿童们不管的话，我们是能够逃离贝尔波山的。我们不愿意这么做。我们从没有听说过一名受伤的印第安人在白人的手中康复。”

## 投降

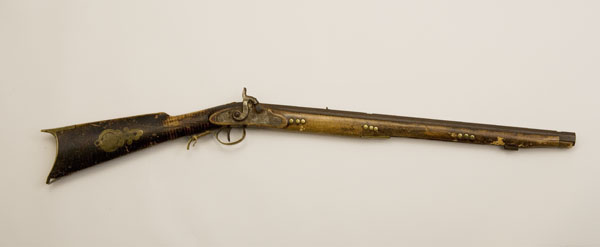
山雷酋长的猎枪。1885年被捐赠给了希洛科印第安人农业学校。

霍华德提议用陪伴着他的约翰（John）上尉和老乔治（Old George）这两名内兹珀斯人去劝山雷投降。这两个人都有一个女儿在被围困的内兹珀斯人之中。次日早晨，10月5日上午8点，所有射击都停止了。两名内兹珀斯人穿过了山雷的战线。他们显然承诺了这些内兹珀斯人不会有一人被处死，他们会被给予毯子和食物，还会被带回爱达荷的拉普怀（Lapwai）保留区。在这些保证之下，山雷拥护投降而白鸟也同意了。两名内兹珀斯人回到了军队战线之中，带来了山雷的一份口头消息。它被如下翻译：
“告诉霍华德将军我知道他的心。他以前告诉我的，我记在我心里。我厌倦了战斗。我们的酋长们被杀死了；玻璃镜死了，羚羊死了。老人们都死了。说“是”与“不是”的是年轻人们。曾经统领这些年轻人的人[阿蛙]死了。天很冷，并且我们没有毛毯；小孩子们正在被冻死。我的人民，他们中的一些，已经逃到了山丘里，并且没有毛毯，没有食物。没有人知道他们在那里──也许正在被冻死。我希望有时间去寻找我的孩子们，并看看他们中有多少我能找到。也许我会在死者中找到他们。听我说，我的酋长们！我累了；我的心悲痛无力。从太阳现在所在之处起，我将永远不再战斗了。”
山雷的消息通常被称为一场演说。这段话作为最伟大的美国演说之一而被频繁引用。山雷消息的翻译者亚瑟·“阿德”·查普曼（Arthur "Ad" Chapman）也曾是在将近四个月之前的怀特伯德峡谷战役开始之前，对内兹珀斯人休战队开枪的人。就是他的这一枪引发了一场本可能被避免的战争。
山雷和他的口译员汤姆·希尔，以及别的一些内兹珀斯人随后与霍华德、迈尔斯及查普曼在双方战线之间会面。山雷指出他只代表他自己的群体投降，而其他的则要自行做决定。他之后说：“迈尔斯将军坦白地跟我说：‘如果你们出来并交出你们的武器，我就会饶恕你们的性命并将你们送到你们的保留区。’”在上午11点，投降谈判完成。山雷回到了他的战线之中。从下午过了一半，到下午快结束之时，山雷准备了正式的投降。他骑上了一匹配备墨西哥马鞍的黑色矮种马，并有五名步行的勇士在侧翼护卫他。查尔斯·厄斯金·司各特·伍德（Charles Erskine Scott Wood）中尉记下了这次投降。根据他的记述，山雷的灰色羊毛披巾显出了四五颗子弹的痕迹，而他的额头和腕部也已被子弹所划破。山雷下马并向他本人认识的霍华德将军交出了他的温彻斯特步枪。霍华德向他示意将步枪交给迈尔斯。士兵们随后陪同山雷去了部队后方。伍德中尉说山雷面对着女儿在战役早期便与他分离了的结局，而“身处巨大悲痛之中”。

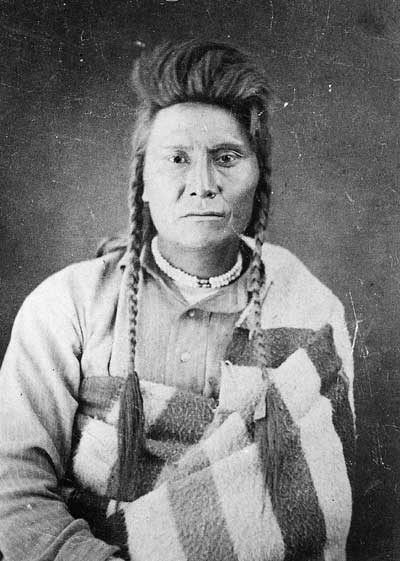
1877年10月，投降结束三周后拍摄的山雷酋长的照片。

随着山雷的投降，内兹珀斯人开始从步兵射击掩体中出来并将他们的武器交给士兵们。不过，白鸟和大约50名追随者，则穿过军队的战线溜走了，并继续前往加拿大，去加入在战斗和围困期间的早些时间就逃走了的那些其他内兹珀斯人。霍华德将军将白鸟的逃跑视为对投降协议的违反。内兹珀斯勇士黄狼之后回答说：“投降只是针对那些确实不想再战斗了的人的。约瑟夫（山雷）只为他自己的群体说话。”
投降或被俘的内兹珀斯人总人数为431人，包括79名男子，178名女子，及174名儿童。对逃到加拿大的内兹珀斯人的人数有不同的估计，但是其中一份估计人数是233人，包括140名男子与男孩儿和93名女子与女孩儿，其中包括山雷的女儿。据报告有四十五名内兹珀斯人在前往加拿大途中被俘，并至少有五人——可能多达34人——被阿西尼博因人和格罗斯文特人杀死。阿西尼博因人和格罗斯文特人已被迈尔斯鼓励去同任何逃跑的内兹珀斯人“战斗”。相比之下，一些内兹珀斯人却得到了这一地区的克里人的援助。尽管加拿大当局的报告说成功到达了加拿大的内兹珀斯人们状态可怜，然而他们还是被坐牛亲切地接纳了。
侦察兵查普曼报告说，士兵们在战役中捕获了1531匹马。夏延人和拉科塔人侦察兵带走了300匹马作为对他们服务的报酬。按照迈尔斯将军的命令，大约有700匹马要在第二年春天还给内兹珀斯人，不过还马事件从未发生过。内兹珀斯人的其他大多数财产据说在基欧堡的一次仓库火灾中被烧掉了。

## 战后
内兹珀斯人实现了一场史诗般的战斗性撤退。他们行进了1170英里，穿过了4个州份的各自部分，在距离加拿大的安全地仅40英里的地方才被停了下来。山雷凭借其军事活动而使得他们整个民族都给人留下了深刻印象。霍华德与迈尔斯称赞内兹珀斯人，甚至连威廉·特库姆塞·谢尔曼将军也因为他们的战斗能力以及他们的所作所为相对地缺少残暴而称赞他们。迈尔斯上校答应过山雷，他的人民将会回到他们故土的保留区，但是这一承诺却被谢尔曼驳回了。尽管霍华德与迈尔斯表示反对，内兹珀斯人还是被送到了堪萨斯和印第安领地。在1885年，内兹珀斯人被允许回到华盛顿领地，但是山雷却被拒绝允许他回去生活在他位于俄勒冈的瓦洛厄河谷的故乡。
山雷是他的人民的一位有雄辩能力的发言人。他被他在美国陆军中的老对手们以及美国公众所熟知和尊敬。他在1904年9月21日死于华盛顿州的科尔维尔保留区。他的医生说他死于心碎。
今天，贝尔波战场作为内兹珀斯国家历史公园的一部分被国家公园管理局所管理。战场遗址位于蒙大拿州奇努克以南16英里处，在240号县道旁。

## 战役序列

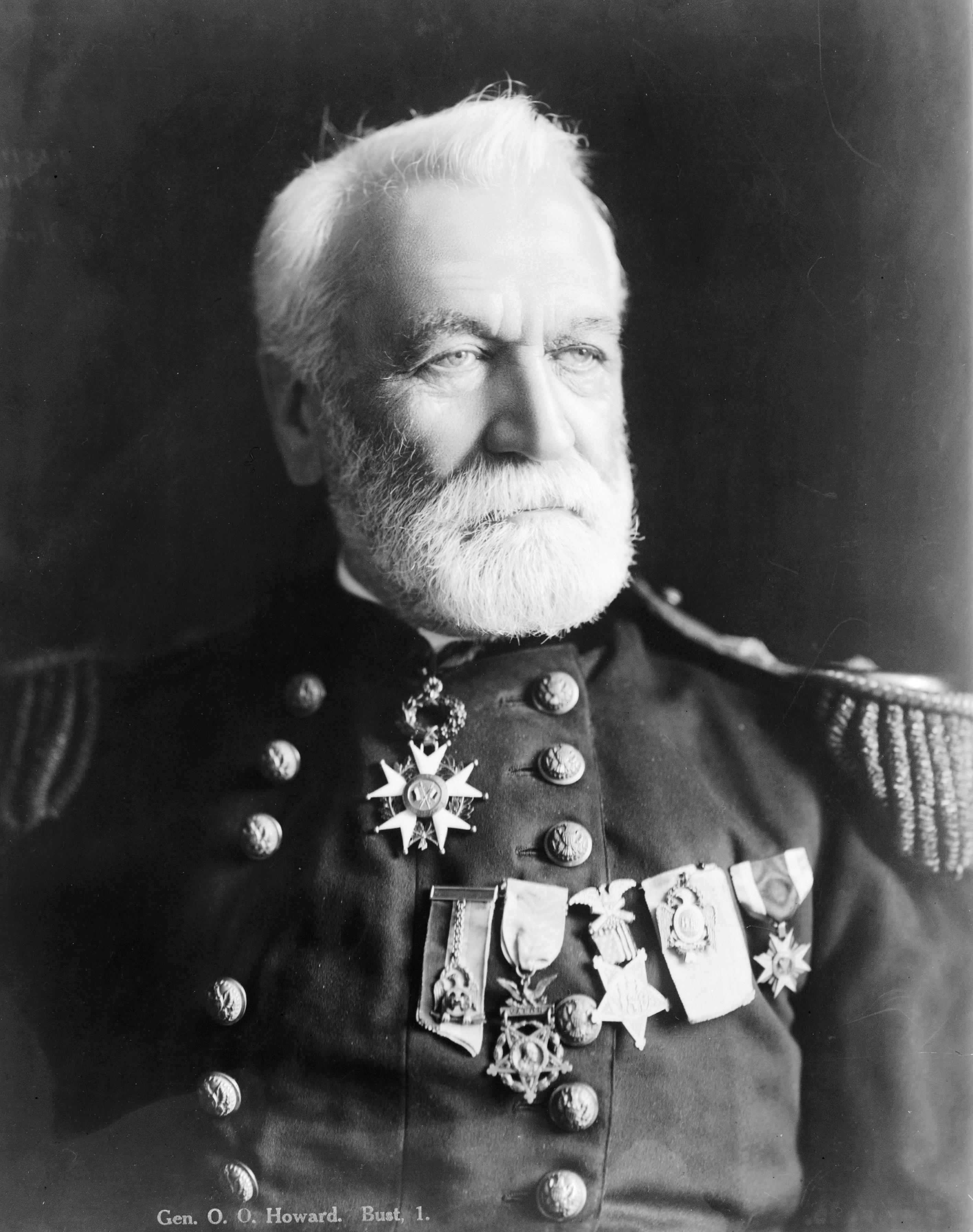
奥利弗·奥·霍华德

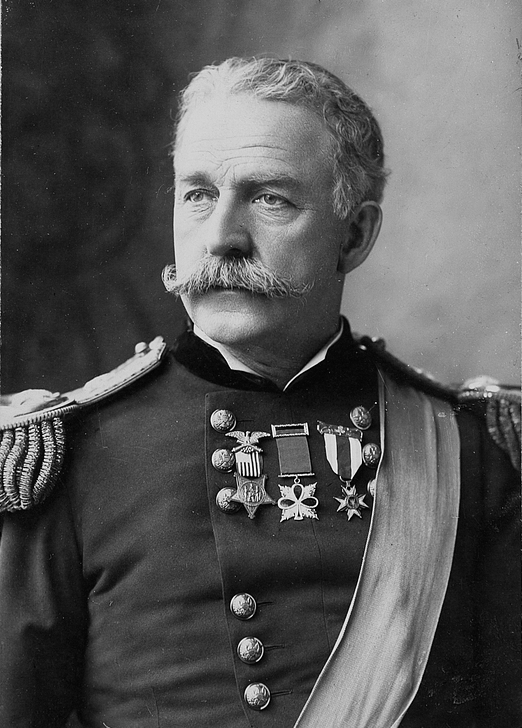
纳尔逊·阿·迈尔斯

哥伦比亚军区——奥利弗·奥·霍华德准将

黄石区——纳尔逊·阿·迈尔斯上校
- 司令部人员
  - 副官——乔治·W·贝尔德（George W. Baird）中尉
  - 侍从武官——弗兰克·D·鲍尔温（Frank D. Baldwin）中尉
  - 工兵——奥斯卡·F·朗（Oscar F. Long）少尉
  - 侦察兵——马里恩·M·毛斯（Marion M. Maus）少尉
  - 外科医生——亨利·雷·蒂尔顿（英语：Henry R. Tilton）少校
  - 助理外科医生——埃德温·F·加德纳（Edwin F. Gardner）中尉
- 美国第7骑兵团
  - A连——迈尔斯·莫伊兰（英语：Myles Moylan）上尉
  - D连——爱德华·塞·戈弗雷（英语：Edward Settle Godfrey）上尉
  - K连——欧文·黑尔（Owen Hale）上尉 分遣队高级军官
- 美国第2骑兵团（英语：2nd U.S. Cavalry）
  - F连——乔治·L·泰勒（George L. Tyler）上尉 分遣队高级军官
  - G连——爱德华·约·麦克莱尔南德（英语：Edward J. McClernand）少尉
  - H连——洛弗尔·H·杰罗姆（Lovell H. Jerome）少尉
- 美国第5步兵团（英语：5th U.S. Infantry）
  - B连——安德鲁·S·班尼特（Andrew S. Bennett）上尉
  - F连——西蒙·斯奈德（Simon Snyder）上尉
  - G连——亨利·罗梅因（Henry Romeyn）中尉
  - I连——梅森·卡特（英语：Mason Carter）中尉
  - K连——大卫·H·布拉泽顿（David H. Brotherton）上尉
  - D连——附属于K连

## 扩展阅读
- Dillon, Richard H. North American Indian Wars (1983).
- Siege and Surrender at Bear Paw.
- The Battle of Bear Paw.
- Timeline for the flight of the Nez Perce.
- Burial ground for Nez Perce in Oklahoma.